# Modelo de objeto
En computación, un modelo de objeto tiene dos significados relacionados pero distintos:
1. Las propiedades de objetos en general, en un lenguaje de programación específico, la tecnología, la notación y la metodología que los usa. Por ejemplo, el modelo de objetos Java, el modelo de objetos COM, o el modelo de objetos de OMT. Tales modelos de objetos por lo general se definen usando conceptos como clase, mensaje, herencia, polimorfismo y encapsulación. Hay una extensa literatura sobre modelos de objetos formalizados como un subconjunto de la semántica formal de los lenguajes de programación.
2. Una colección de objetos o clases por las cuales un programa puede examinar y manipular algunas partes específicas de su mundo. En otras palabras, la interfaz orientadao a objetos a algún servicio o sistema. Tal interfaz se dice que es el modelo de objetos del servicio o sistema representado. Por ejemplo, el Document Object Model (DOM) es una colección de objetos que representan una página en un navegador web, usada por programas script para examinar y cambiar dinámicamente la página. Hay un modelo de objetos de Microsoft Excel para controlarlo desde de otro programa, y el ASCOM Telescope Driver es un modelo de objetos para controlar un telescopio astronómico.